# Chùa Ông (Thu Xà)
Chùa Ông Thu Xà (tên chữ Hán là Quan Thánh tự, hay Đại Tự Quan Thánh) tọa lạc ở thị tứ Thu Xà, xã Nghĩa Hòa, huyện Tư Nghĩa, tỉnh Quảng Ngãi; cách tỉnh lỵ Quảng Ngãi 10 km về hướng đông.

## Đặc điểm
- Được xây dựng vào năm 1821, Minh Mạng năm thứ hai, do tứ bang Minh Hương: Phúc Kiến, Triều Châu, Hải Nam, Quảng Đông cùng nhau tạo lập.
- Trải qua 4 lần trùng tu vào các năm 1881, 1894, 1920, 1991 với sự đóng góp tiền của quan lại triều nhà Nguyễn, thương gia và dân chúng ở Quảng Ngãi. Mặc dù nhiều lần trùng tu nhưng kiến trúc chùa vẫn giữ được nguyên vẹn.
- Chùa thờ Quan Công ở gian chính diện, Phật Quan Âm Nam Hải ở gian hậu cung theo kiểu "Tiền thánh hậu Phật". Ngoài ra ở hậu cung còn có cụm tượng Thiên Hậu với Thiên Lý Nhãn, Thiên Lý Nhĩ, Cửu Thiên Huyền Nữ và cụm tượng Kim Đẩu với 12 bà mụ.
- Tuy khiêm nhường so với các chùa do người Hoa tạo lập ở Hội An song ở đây lại có sự kết hợp hài hòa giữa kiến trúc Hoa - Việt trong tổng thể chung với đường nét chạm trổ hết sức điêu luyện và công phu.
- Chùa có bố cục chặt chẽ gồm: Cổng tam quan, Bình phong, Lầu chuông lầu trống. Trong nhà tiền đường có 18 cột chia làm ba gian hai chái. Kiến trúc theo kiểu chữ tam gồm ba nhà liên kết nhau: tiền đường, chính diện và hậu cung. Đỉnh bờ mái trước mặt chùa có ghi ba chữ: "Quan Thánh tự". Vào lần trùng tu thời Khải Định năm 1920 kiến trúc chùa đã có sự thay đổi.
- Chùa có 6 văn bia chữ Nho chia làm hai loại: loại có niên hiệu Thành Thái thứ 7 (năm 1895) và văn bia niên hiệu Khải Định Canh Thân (năm 1920) là các năm trùng tu chùa.
- Là ngôi chùa cổ được bảo tồn khá nguyên vẹn ở Quảng Ngãi, nơi có sự kết giao thoa giữa kiến trúc của người Việt và người Hoa (vì kèo chồng rường chày cối vì kèo chồng rường giả thủ - miền Trung; vì kèo cánh ác cột trốn trính chuyền - đồng bằng Bắc Bộ; vì kèo chồng rường trái bí - phong cách Hoa Bắc, Trung Quốc), chùa Ông Thu Xà đã được Bộ Văn hóa, Thể thao và Du lịch công nhận bằng di tích quốc gia theo quyết định số 43 VH/QĐ ngày 7/1/1993.
- Hàng năm vào dịp lễ hội văn hóa người Hoa diễn ra tại Thành phố Hồ Chí Minh - lễ hội dành cho người Hoa tại Việt Nam tầm quốc gia do Bộ Văn hóa - Thể thao và du lịch tổ chức, Quảng Ngãi là một trong 27 địa phương trong toàn quốc tham dự lễ hội.